# Ammodytoides vagus
Ammodytoides vagus es una especie de pez actinopeterigio marino, de la familia de los ammodítidos.

## Morfología
Cuerpo alargado y delgado, con una longitud máxima descrita de 15 cm.

## Distribución y hábitat
Se distribuye por la costa del suroeste del océano Pacífico, siendo un endemismo de la isla de Lord Howe (Australia). Son peces marinos de aguas subtropicales, de comportamiento demersal, que habitan en un rango de profundidad entre los 5 m y 35 m.